# 村
村（むら、そん、英: village）とは、日本における普通地方公共団体の一つ。

## 「村」の歴史
近代化以前の「村」は自然村（しぜんそん）ともいわれ、生活の場となる共同体の単位だった。江戸時代には百姓身分の自治結集の単位であり、中世の惣村を継承していた。江戸時代にはこのような自然村が6万以上存在した。また、中世初期の領主が荘園公領とその下部単位である名田を領地の単位としていたのに対し、戦国時代や江戸時代の領主の領地は村や町（ちょう）を単位としていた。
江戸時代の百姓身分とは、主たる生業が農業・手工業・商業のいずれかであるかを問わず、村に石高を持ち、領主に年貢を納める形で権利義務を承認された身分階層を指した。都市部の自治的共同体の単位である町に相当するが、村か町かの認定はしばしば領主層の恣意により、実質的に都市的な共同体でも、「村」とされている箇所も多かった。
近現代の大字（おおあざ）といわれる行政区域は、ほぼかつての自然村を継承しており、自治会（地区会・町内会）や消防団の地域分団の編成単位として、地域自治の最小単位としての命脈を保っている面がある。
明治時代に入ると、中央集権化のため、自然村の合併が推進された。こうして、かつての村がいくつか集まって新たな「村」ができたが、これを「自然村」と対比して行政村（ぎょうせいそん）ともいう。

## 行政村
地方自治法では、市町村を基礎的な地方公共団体として定める。市町村は広域的な地方公共団体である都道府県と対等の関係にあり、市町村間の関係もまた同様であるが、町と村の機能が全く同一である一方、市と町村では地方議員の定数や福祉事務所に関する規定など法令上その機能に若干の違いが存在する。

### 「村」の読み方についての規定
「村」の読み方を「そん」「むら」のどちらに定めるのかは各自治体で規定しており、鹿児島県では「そん」と「むら」が混在し、鳥取県・岡山県・徳島県・宮崎県・沖縄県では「そん」で統一され、その他の都道府県では「むら」で統一されている。ただし、村民（そんみん）、村立（そんりつ）のような複合語は、読み方は一定である。
東京都の新島本村は正式な読み方は「にいじまほんむら」であったが、村内の地名である本村（ほんそん）との混同により、「にいじまほんそん」と誤読されることも多かった。そのような誤読を防止する目的もあり、1992年4月1日に新島村（にいじまむら）へ改称された。
以下、所在県内で例外的に「そん」と読ませていた村を示す。
- 熊本県阿蘇郡波野村（なみのそん、現阿蘇市）
- 熊本県上益城郡清和村（せいわそん、現山都町）
- 大分県南海部郡直川村（なおかわそん、現佐伯市）
- 佐賀県神埼郡東脊振村（ひがしせふりそん、現吉野ヶ里町）
- 福岡県怡土郡長飯本村（ながいいほんそん、現糸島市）
- 高知県幡多郡十和村（とおわそん、現高岡郡四万十町）
- 高知県香美郡物部村（ものべそん、現香美市）
- 愛知県西春日井郡上拾箇村・下拾箇村（かみじっかそん・しもじっかそん、現北名古屋市） - いずれも「村」はそれ以前に存在した10個の村を表す助数詞的役割。
- 千葉県匝瑳郡豊和村・共興村（とよわそん・きょうこうそん、現匝瑳市）
- 千葉県匝瑳郡南条村・東陽村・白浜村・日吉村（なんじょうそん・とうようそん・しらはまそん・ひよしそん、現山武郡横芝光町）
- 茨城県那珂郡柳河村（やながわそん、現水戸市・ひたちなか市・那珂市）
- 新潟県北蒲原郡新発田本村（しばたほんそん、現新発田市）

### 行政単位の「村」がない県
（2025年1月1日現在、13県。右記は村が無くなった年月日と理由。）
- 兵庫県 - 1962年4月1日 加古郡阿閇村が改称の上播磨町として町制施行
- 香川県 - 1970年2月15日 三豊郡財田村が財田町として町制施行
- 広島県 - 2004年11月5日 神石郡豊松村が新設合併し神石郡神石高原町に
- 滋賀県 - 2005年1月1日 高島郡朽木村が新設合併し高島市に
- 愛媛県 - 2005年1月16日 越智郡朝倉村、関前村が新設合併し今治市に
- 石川県 - 2005年3月1日 鳳至郡柳田村が新設合併し鳳珠郡能登町に
- 静岡県 - 2005年7月1日 磐田郡龍山村が浜松市へ編入
- 長崎県 - 2005年10月1日 北松浦郡大島村が新設合併し平戸市に
- 三重県 - 2006年1月10日 多気郡宮川村が新設合併し多気郡大台町に、南牟婁郡鵜殿村が新設合併し南牟婁郡紀宝町に
- 福井県 - 2006年3月3日 遠敷郡名田庄村が新設合併し大飯郡おおい町に
- 栃木県 - 2006年3月20日 塩谷郡栗山村が新設合併し日光市に
- 山口県 - 2006年3月20日 玖珂郡本郷村が新設合併し岩国市に
- 佐賀県 - 2006年3月20日 神埼郡脊振村が新設合併し神埼市に

兵庫県と香川県は、いわゆる平成の大合併以前から村がない。

### 村の数が一つだけの府県
（2023年1月1日現在、12府県=2府10県）
- 宮城県 - 大衡村
- 埼玉県 - 東秩父村
- 千葉県 - 長生村
- 神奈川県 - 清川村
- 富山県 - 舟橋村
- 京都府 - 南山城村
- 大阪府 - 千早赤阪村
- 和歌山県 - 北山村
- 鳥取県 - 日吉津村
- 島根県 - 知夫村
- 徳島県 - 佐那河内村
- 大分県 - 姫島村

大阪府千早赤阪村は河内長野市との合併協議が行われ、大阪府からも村が消滅する可能性はあったが、合併は撤回された。
和歌山県北山村は県の飛地であり、同県に属する他の市町村とは村境を接していない。
島根県知夫村は隠岐諸島に位置しており、本州に属する県域に村は存在しない。
大分県姫島村は姫島にあり、九州本土に属する県域に村は存在しない。

### 村の数が2つ以上10個以下の都県
（2023年1月1日現在、17都県=1都16県）
- 茨城県（2村）- 美浦村、東海村
- 愛知県（2村）- 飛島村、豊根村
- 岐阜県（2村）- 白川村、東白川村
- 岡山県（2村）- 西粟倉村、新庄村
- 福岡県（2村）- 東峰村、赤村
- 秋田県（3村）- 東成瀬村、上小阿仁村、大潟村
- 山形県（3村）- 大蔵村、鮭川村、戸沢村
- 宮崎県（3村）- 西米良村、椎葉村、諸塚村
- 岩手県（4村）- 九戸村、野田村、田野畑村、普代村
- 新潟県（4村）- 粟島浦村、関川村、刈羽村、弥彦村
- 鹿児島県（4村）- 宇検村、大和村、十島村、三島村
- 山梨県（6村） - 小菅村、丹波山村、忍野村、道志村、鳴沢村、山中湖村
- 高知県（6村） - 馬路村、北川村、芸西村、日高村、大川村、三原村
- 青森県（8村） - 六ヶ所村、新郷村、風間浦村、佐井村、東通村、西目屋村、蓬田村、田舎館村
- 東京都（8村） - 檜原村、青ヶ島村、小笠原村、神津島村、利島村、新島村、御蔵島村、三宅村
- 熊本県（8村） - 産山村、西原村、南阿蘇村、五木村、球磨村、相良村、水上村、山江村
- 群馬県（8村） - 榛東村、上野村、南牧村、嬬恋村、高山村、片品村、川場村、昭和村

東京都の村で本州に位置するのは檜原村のみであり、他の7村は島嶼に属している。
鹿児島県の村は全て島嶼にあり、九州本土に属する県域に村は存在しない。

### 村の数が11個以上の道県
（2023年1月1日現在、5道県=1道4県）
- 長野県（35村）- 木島平村、野沢温泉村、栄村、小川村、高山村、川上村、南牧村、南相木村、北相木村、青木村、麻績村、筑北村、生坂村、山形村、朝日村、木祖村、王滝村、大桑村、松川村、白馬村、小谷村、南箕輪村、中川村、宮田村、阿智村、平谷村、根羽村、下條村、売木村、天龍村、泰阜村、喬木村、豊丘村、大鹿村、原村
- 北海道（21村）- 新篠津村、島牧村、真狩村、留寿都村、泊村、神恵内村、赤井川村、占冠村、音威子府村、初山別村、猿払村、西興部村、中札内村、更別村、鶴居村、（以下、北方領土に存在する村）色丹村、泊村、留夜別村、留別村、紗那村、蘂取村
- 沖縄県（19村）- 国頭村、大宜味村、今帰仁村、恩納村、宜野座村、東村、伊江村、伊平屋村、伊是名村、読谷村、北中城村、中城村、渡嘉敷村、座間味村、粟国村、渡名喜村、北大東村、南大東村、多良間村
- 福島県（15村） - 大玉村、天栄村、檜枝岐村、北塩原村、湯川村、昭和村、西郷村、泉崎村、中島村、鮫川村、玉川村、平田村、川内村、葛尾村、飯舘村
- 奈良県（12村） - 山添村、曽爾村、御杖村、明日香村、黒滝村、天川村、野迫川村、十津川村、下北山村、上北山村、川上村、東吉野村

村の数が最も多いのは長野県、次いで北海道、沖縄県である。
なお、北方領土の6村を含めない場合、沖縄県が2位となり、北海道は3位となる。

### 地名に残る旧行政村
市や特別区の地名に町があるのと同じく、村がある箇所がある。以下に挙げるのは、その一例。
- 北海道岩見沢市北村 - かつての空知郡北村。元来の村名が開拓功労者の「北村」という姓に由来するため、「北」と「村」には分かち得ない。
- 北海道稚内市宗谷村 - かつての宗谷郡宗谷村。
- 北海道檜山郡上ノ国町北村 - かつての檜山郡北村。
- 宮城県石巻市北村 - かつての桃生郡北村。
- 茨城県石岡市三村 - かつての新治郡三村。
- 群馬県伊勢崎市境島村 - かつての佐波郡島村。
- 埼玉県上尾市上尾村 - かつての北足立郡上尾村。町村制施行に伴う合併で上尾町が成立した際に、上尾宿が別に存在していたため区別のため村を残して大字とした。
- 東京都板橋区志村 - かつての北豊島郡志村。
- 富山県南砺市利賀村 - かつての東礪波郡利賀村。
- 長野県松本市新村 - かつての東筑摩郡新村。
- 愛知県名古屋市北区杉村 - かつての西春日井郡杉村。
- 和歌山県田辺市龍神村 - かつての日高郡龍神村。
- 鳥取県鳥取市北村 - かつての高草郡北村。
- 島根県鹿足郡吉賀町柿木村 - かつての鹿足郡柿木村。2021年4月1日に「柿木村」の表記が外された。
- 山口県下関市豊浦村 - かつての豊浦郡豊浦村。
- 山口県光市室積村 - かつての熊毛郡室積村。
- 徳島県三好市西祖谷山村 - かつての三好郡西祖谷山村。ただし、読みが「そん」から「むら」に変更された。
- 香川県小豆郡小豆島町西村 - かつての小豆郡西村。
- 愛媛県西予市野村町野村 - かつての東宇和郡野村。
- 福岡県八女市星野村 - かつての八女郡星野村。
- 福岡県八女市矢部村 - かつての八女郡矢部村。
- 佐賀県佐賀市三瀬村 - かつての神埼郡三瀬村。
- 長崎県平戸市大島村 - かつての北松浦郡大島村。
- 熊本県上天草市松島町阿村 - かつての天草郡阿村。
- 大分県日田市中津江村 - かつての日田郡中津江村。2002 FIFAワールドカップの際にカメルーン代表のキャンプ地に選ばれたことで有名になったため、特例で村の名称が存続した。

### 駅名として存続する旧行政村
- 玉川村駅 - 開設当時は茨城県那珂郡玉川村（現：常陸大宮市）。
- 玉村駅 - 開設当時は茨城県結城郡玉村（現：常総市）。
- 十村駅 - 開設当時は福井県三方郡十村（現：三方上中郡若狭町）。
- 新村駅 - 開設当時は長野県東筑摩郡新村（現：松本市）。
- 竹村駅 - 開設当時は愛知県碧海郡高岡村であったが、駅名はその前身の一つである竹村に由来する（現：豊田市）。
- 久下村駅 - 開設当時は兵庫県氷上郡久下村（現：丹波市）。
- 湯田村駅 - 開設当時は広島県深安郡湯田村（現：福山市）。
- 黒井村駅 - 開設当時は山口県豊浦郡黒井村（現：下関市）。
- 川村駅 - 開設当時は熊本県球磨郡川村（現・相良村）。
- 肥後西村駅 - 開設当時は熊本県球磨郡西村（現：錦町）。